# ناکاگاوا شیگه‌ماسا
ناکاگاوا شیگه‌ماسا (به ژاپنی: 中川重政 Nakagawa Shigemasa)؛  یک سامورایی در دوره سنگوکو بود که برای خاندان اودا خدمت می‌کرد.